# Dschaʿfar ibn Abī Tālib

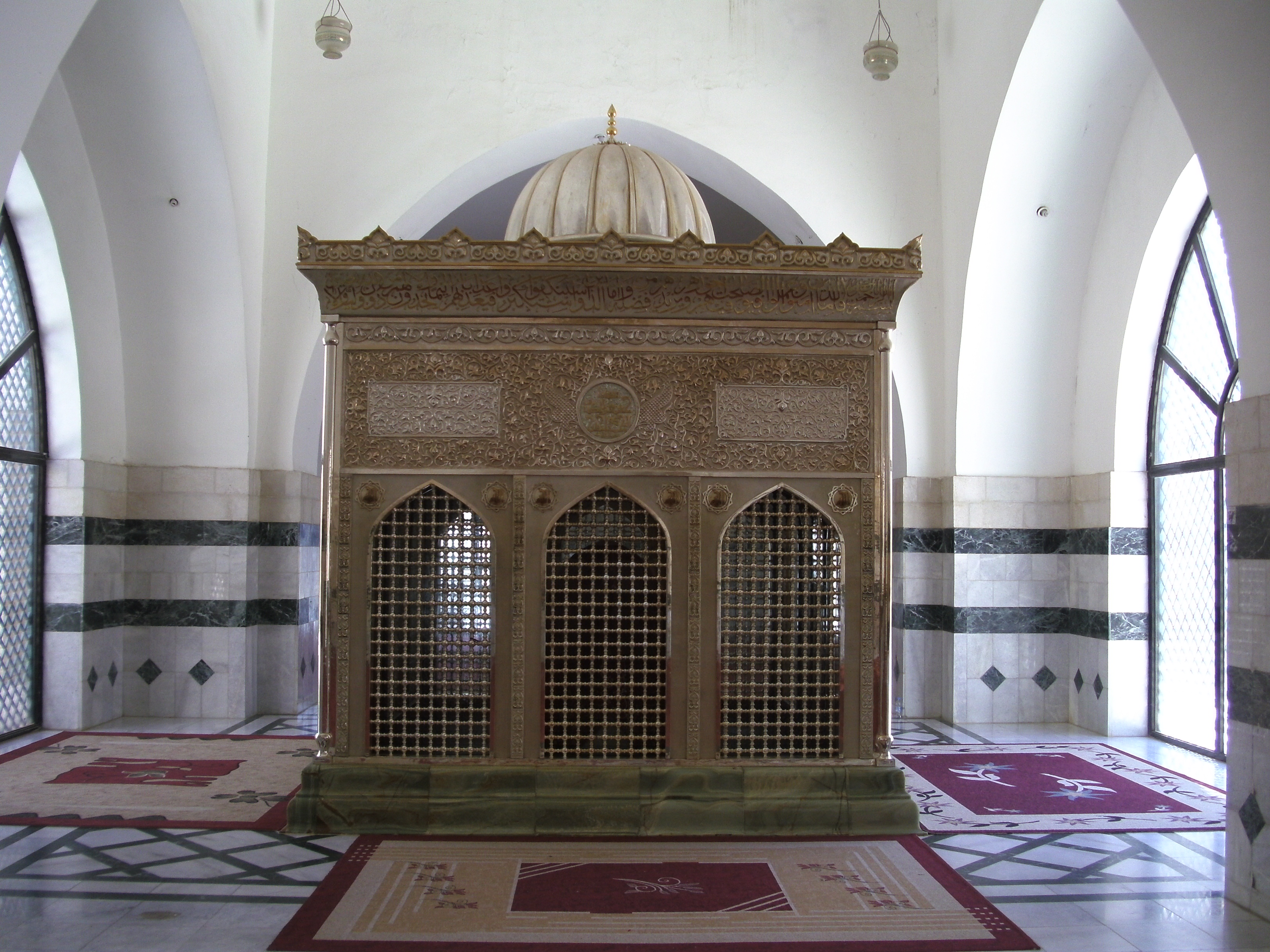
Der Schrein des Dschaʿfar at-Tayyar im Mazar bei Karak in Jordanien

Dschaʿfar ibn Abī Tālib (arabisch جعفر بن أبي طالب, DMG Ǧaʿfar b. Abī Ṭālib; * ca. 590; † 629), auch bekannt als Dschaʿfar at-Tayyar (arabisch جعفر الطيار / Ǧaʿfar aṭ-Ṭayyār), war ein Gefährte und Cousin des islamischen Propheten Mohammed. Er war der ältere Bruder ʿAlī ibn Abī Tālibs und Sohn Abū Tālib ibn ʿAbd al-Muttalibs.
Dschaʿfar ibn Abī Tālib gehörte je nach Zählung zu den ersten 24 bis 32 Konvertiten zum Islam. 615 führte er eine Gruppe von über 80 Muslimen bei der vorübergehenden Auswanderung nach Abessinien an, wo er dem Negus Aschama ibn Abdschar Koranverse über Maria und Jesus vortrug, worauf ihm dieser seinen Schutz zusagte, nachdem eine koreischitische Abordnung vom Negus die Verhaftung der Auswanderer verlangt hatte.
Erst mehrere Jahre später kehrte Dschaʿfar nach Arabien (Medina) zurück und begegnete Mohammed kurz nach der Eroberung Chaibars 628. 629 kam er bei der Schlacht von Muʿta gegen die Byzantiner ums Leben.
Dschaʿfar war mit Asma bint Umais verheiratet und hatte drei Söhne: ʿAwn, Muhammad und ʿAbdallah.